# 夏銘善
夏銘善，字复初，湖南溆浦人。明朝政治人物、进士。

## 生平
洪武二十一年，其中进士三甲第二十三名，授御史，其善于论事，坚持正义不阿附，凡有大事，朱元璋动辄召其前来。后因事连坐而死，朱元璋叹道：“失吾直臣”，并命相关机构治葬。